# Tensor de Maxwell
El tensor de Maxwell o tensor de tensiones de Maxwell (llamado así en honor de James Clerk Maxwell) es un tensor de segundo rango utilizado en electromagnetismo clásico para representar la interacción entre las fuerzas eléctrica/magnética y el impulso mecánico. En situaciones simples, tales como una carga eléctrica moviéndose libremente en un campo magnético homogéneo, es fácil calcular las fuerzas sobre la carga a partir de la ley de la fuerza de Lorentz. Cuando la situación se vuelve más complicada, este procedimiento ordinario puede convertirse en increíblemente difícil, con ecuaciones que abarcan varias líneas. Por tanto, es conveniente recoger muchos de estos términos en el tensor de tensiones de Maxwell, y utilizar la aritmética de tensores para encontrar la respuesta al problema que nos ocupa.
Se define como:
{\displaystyle \sigma _{ij}=\epsilon _{0}\left(E_{i}E_{j}-{\frac {1}{2}}\delta _{ij}E^{2}\right)+{\frac {1}{\mu _{0}}}\left(B_{i}B_{j}-{\frac {1}{2}}\delta _{ij}B^{2}\right)}
Donde {\displaystyle E_{k}} es la componente k-ésima y {\displaystyle \delta _{ij}} es la delta de Kronecker.

## Motivación

Fuerza de Lorentz (por unidad de volumen tridimensional) f sobre una distribución de carga continua (densidad de carga ρ) en movimiento. La densidad de corriente tridimensional J se corresponde con el movimiento del elemento de carga dq en el elemento de volumen dV y varía a través del continuo.

Como veremos a continuación, las fuerzas electromagnéticas se escriben en términos de E (campo eléctrico) y B (campo magnético).
Usando identidades de cálculo vectorial y las ecuaciones de Maxwell, se busca escribir la ley de fuerza de Lorentz de manera simétrica en los términos que contienen E y B, e introduciendo el tensor de tensiones de Maxwell, el resultado se simplifica.
| Nombre                                                                  | Formato diferencial |
| ----------------------------------------------------------------------- | --- |
| Ley de Gauss (en el vacío)                                              | {\displaystyle \nabla \cdot \mathbf {E} ={\frac {\rho }{\epsilon _{0}}}}                                                           |
| Ley de Gauss del magnetismo                                             | {\displaystyle \nabla \cdot \mathbf {B} =0}                                                                                        |
| Ecuación de Maxwell–Faraday (ley de Faraday de la inducción)            | {\displaystyle \nabla \times \mathbf {E} =-{\frac {\partial \mathbf {B} }{\partial t}}}                                            |
| Ley de Ampère del circuito (en el vacío) (con la corrección de Maxwell) | {\displaystyle \nabla \times \mathbf {B} =\mu _{0}\mathbf {J} +\mu _{0}\epsilon _{0}{\frac {\partial \mathbf {E} }{\partial t}}\ } |
1. Empezando con la ley de la fuerza de Lorentz
{\displaystyle \mathbf {f} =q(\mathbf {E} +\mathbf {v} \times \mathbf {B} )}
la fuerza por unidad de volumen para una distribución de carga desconocida es
{\displaystyle \mathbf {f} =\rho \mathbf {E} +\mathbf {J} \times \mathbf {B} }
2. Luego, ρ y J pueden ser reemplazados por los campos E y B, usando la ley de Gauss y la ley de Ampère (de la tabla de arriba):
{\displaystyle \mathbf {f} =\epsilon _{0}\left({\boldsymbol {\nabla }}\cdot \mathbf {E} \right)\mathbf {E} +{\frac {1}{\mu _{0}}}\left({\boldsymbol {\nabla }}\times \mathbf {B} \right)\times \mathbf {B} -\epsilon _{0}{\frac {\partial \mathbf {E} }{\partial t}}\times \mathbf {B} \,}
3. La derivada temporal se puede reescribir de modo que pueda ser interpretada físicamente, a saber, el vector de Poynting. Usando la regla del producto y ley de inducción de Faraday nos queda
{\displaystyle {\frac {\partial }{\partial t}}(\mathbf {E} \times \mathbf {B} )={\frac {\partial \mathbf {E} }{\partial t}}\times \mathbf {B} +\mathbf {E} \times {\frac {\partial \mathbf {B} }{\partial t}}={\frac {\partial \mathbf {E} }{\partial t}}\times \mathbf {B} -\mathbf {E} \times ({\boldsymbol {\nabla }}\times \mathbf {E} )\,}
y podemos reescribir f como
{\displaystyle \mathbf {f} =\epsilon _{0}\left({\boldsymbol {\nabla }}\cdot \mathbf {E} \right)\mathbf {E} +{\frac {1}{\mu _{0}}}\left({\boldsymbol {\nabla }}\times \mathbf {B} \right)\times \mathbf {B} -\epsilon _{0}{\frac {\partial }{\partial t}}\left(\mathbf {E} \times \mathbf {B} \right)-\epsilon _{0}\mathbf {E} \times ({\boldsymbol {\nabla }}\times \mathbf {E} )\,},
luego agrupando términos con E y B queda
{\displaystyle \mathbf {f} =\epsilon _{0}\left[({\boldsymbol {\nabla }}\cdot \mathbf {E} )\mathbf {E} -\mathbf {E} \times ({\boldsymbol {\nabla }}\times \mathbf {E} )\right]+{\frac {1}{\mu _{0}}}\left[-\mathbf {B} \times \left({\boldsymbol {\nabla }}\times \mathbf {B} \right)\right]-\epsilon _{0}{\frac {\partial }{\partial t}}\left(\mathbf {E} \times \mathbf {B} \right)\,}.
4. Un término parece estar "ausente" de la simetría en E y B, lo que se puede lograr insertando (∇ • B)B debido a la ley de gauss para el campo magnético:
{\displaystyle \mathbf {f} =\epsilon _{0}\left[({\boldsymbol {\nabla }}\cdot \mathbf {E} )\mathbf {E} -\mathbf {E} \times ({\boldsymbol {\nabla }}\times \mathbf {E} )\right]+{\frac {1}{\mu _{0}}}\left[({\boldsymbol {\nabla }}\cdot \mathbf {B} )\mathbf {B} -\mathbf {B} \times \left({\boldsymbol {\nabla }}\times \mathbf {B} \right)\right]-\epsilon _{0}{\frac {\partial }{\partial t}}\left(\mathbf {E} \times \mathbf {B} \right)\,}.
Eliminando los rotacionales (que son bastante complicados de calcular), usando la identidad vectorial:
{\displaystyle {\tfrac {1}{2}}{\boldsymbol {\nabla }}(\mathbf {A} \cdot \mathbf {A} )=\mathbf {A} \times ({\boldsymbol {\nabla }}\times \mathbf {A} )+(\mathbf {A} \cdot {\boldsymbol {\nabla }})\mathbf {A} },
nos lleva a:
{\displaystyle \mathbf {f} =\epsilon _{0}\left[({\boldsymbol {\nabla }}\cdot \mathbf {E} )\mathbf {E} +(\mathbf {E} \cdot {\boldsymbol {\nabla }})\mathbf {E} \right]+{\frac {1}{\mu _{0}}}\left[({\boldsymbol {\nabla }}\cdot \mathbf {B} )\mathbf {B} +(\mathbf {B} \cdot {\boldsymbol {\nabla }})\mathbf {B} \right]-{\frac {1}{2}}{\boldsymbol {\nabla }}\left(\epsilon _{0}E^{2}+{\frac {1}{\mu _{0}}}B^{2}\right)-\epsilon _{0}{\frac {\partial }{\partial t}}\left(\mathbf {E} \times \mathbf {B} \right)\,}.
5. Esta expresión contiene todos los aspectos del electromagnetismo y el momento, y es relativamente fácil de calcular. Se puede escribir de forma más compacta presentando el tensor de tensiones de Maxwell,
{\displaystyle \sigma _{ij}\equiv \epsilon _{0}\left(E_{i}E_{j}-{\frac {1}{2}}\delta _{ij}E^{2}\right)+{\frac {1}{\mu _{0}}}\left(B_{i}B_{j}-{\frac {1}{2}}\delta _{ij}B^{2}\right)\,},
de tal modo que la fuerza {\displaystyle \mathbf {f} } sea exactamente la divergencia de {\displaystyle \mathbf {\sigma } } más el último término:
{\displaystyle \mathbf {f} =\nabla \cdot \mathbf {\sigma } -\epsilon _{0}{\frac {\partial }{\partial t}}(\mathbf {E} \times \mathbf {B} )},
Finalmente, al introducir el vector de Poynting, {\displaystyle \mathbf {S} ={\frac {1}{\mu _{0}}}\mathbf {E} \times \mathbf {B} }, obtenemos 
{\displaystyle \mathbf {f} =\nabla \cdot \mathbf {\sigma } -\epsilon _{0}\mu _{0}{\frac {\partial \mathbf {S} }{\partial t}}}.
Ha sido demostrado recientemente [2] que el tensor de Maxwell es la parte real de un tensor complejo más general  cuya parte imaginaria describe las fuerzas electrodinámicas reactivas.